# Gardnerella
Gardnerella é um gênero de bactéria cocobacilar, Gram variável, anaeróbia facultativa, imóvel, não encapsulada e que não forma esporos. Era conhecida anteriormente como Haemophilus vaginalis. É microbiota normal de vagina e reto humano. Possui uma parede celular e apenas uma membrana interna, como bactérias Gram-positivas, mas como sua parede celular é fina pode parecer gram-negativa sob o microscópio.

## Cultivo
G. vaginalis cresce em colônias pequenas, circulares, convexas e cinzentas no ágar chocolate ou HBT. Um meio seletivo para G. vaginalis é o ágar sangue colistina-ácido oxolínico.

## Patologia
G. vaginalis junto com outras bactérias causa doença chamada vaginose bacteriana, quando ocorre um desequilíbrio na flora normal da vagina caracterizado por uma diminuição dos lactobacillus e um grande crescimento populacional de Gardnerella vaginalis, outras bactérias Anaeróbicas, Mobiluncus e Mycoplasma (colônias GAMM) causando mau odor (similar ao cheiro de peixe) e secreções cinza claro.

## Tratamento
O tratamento pode ser feito com os antibióticos metronidazol ou clindamicina, tanto em formas gel/creme vaginal quanto comprimidos.